# Rockcor
Rockcor («Роккор», рок-корреспондент) — российский иллюстрированный журнал о рок-музыке. Журнал зарегистрирован и издаётся с 8 января 1991 года.

## История
Журнал основан 8 января 1991 года Александром Кудрявиным (aka Портвейн, Пожарник), Алексеем Николаевичем Болдовым и художником Владимиром Чижевским. Также в первую редколлегию входили фотографы Сергей Плевако и Сергей Сергеев.
Первые номера журнала Rockcor печатались по ночам в типографии газеты «Московский комсомолец».
C 1991 по 1999 год выходил с периодичностью два номера в год. С 2000 по 2005 — 6 номеров в год (один номер в два месяца). С 2006 по настоящее время — 8 номеров в год.
В 2012—2013 в журнале Дмитрий Бравый публиковал историю группы Slayer. На основе этих работ вышла книга «Slayer. На Алтаре Успеха».